# Segunda Categoría de Imbabura 2019
El Campeonato Provincial de Fútbol de Segunda Categoría de Imbabura 2019 fue un torneo de fútbol en Ecuador en el cual compitieron equipos de la Provincia de Imbabura. El torneo fue organizado por Asociación de Fútbol Profesional de Imbabura (AFI) y avalado por la Federación Ecuatoriana de Fútbol. El torneo empezó el 27 de abril de 2019 y finalizó el 21 de julio de 2019. Participaron 8 clubes de fútbol y entregó 2 cupos al zonal de ascenso de la Segunda Categoría 2019 por el ascenso a la Serie B, además el campeón provincial clasificó a la primera fase de la Copa Ecuador 2020.

## Sistema de campeonato
El sistema determinado por la Asociación de Fútbol Profesional de Imbabura fue el siguiente:
- Se jugó una etapa única con los 8 equipos establecidos, fue todos contra todos ida y vuelta (14 fechas), al final el equipo que terminó en primer y segundo lugar clasificaron a los zonales  de Segunda Categoría 2019 como campeón y vicecampeón respectivamente.[1]

## Equipos participantes
| Equipos participantes           | Equipos participantes | Equipos participantes                            |
| ------------------------------- | --------------------- | ------------------------------------------------ |
|                                 |                       |                                                  |
| Equipo                          | Ciudad                | Estadio                                          |
| Club Deportivo Ibarra           | Ibarra                | Estadio Olímpico de Ibarra                       |
| Imbabura Sporting Club          | Atuntaqui             | Estadio Olímpico Jaime Terán                     |
| San Antonio Fútbol Club         | Cotacachi             | Estadio Francisco Espinoza                       |
| Chivos Fútbol Club              | Cotacachi             | Estadio Francisco Espinoza                       |
| La Cantera Fútbol Club          | Ibarra                | Estadio Olímpico de Ibarra                       |
| Otavalo Fútbol Club             | Otavalo               | Estadio de la Liga Deportiva Cantonal de Otavalo |
| Club Deportivo Leones del Norte | Atuntaqui             | Estadio Olímpico Jaime Terán                     |
| Quiteños Fútbol Club            | Otavalo               | Estadio de la Liga Deportiva Cantonal de Otavalo |

## Equipos por cantón
| Cantón       | N.º | Equipos                            |
| ------------ | --- | ---------------------------------- |
| Antonio Ante | 2   | - Imbabura S.C. - Leones del Norte |
| Cotacachi    | 2   | - Chivos F.C. - San Antonio F.C.   |
| Ibarra       | 2   | - Deportivo Ibarra - La Cantera    |
| Otavalo      | 2   | - Otavalo F.C. - Quiteños F.C.     |

## Clasificación
| Pos. | Equipo           | Pts. | PJ | G | E | P  | GF | GC | Dif. |  |
| ---- | ---------------- | ---- | -- | - | - | -- | -- | -- | ---- |  |
| 1    | Otavalo          | 32   | 14 | 9 | 5 | 0  | 31 | 9  | +22  |  |
| 2    | Imbabura         | 26   | 14 | 9 | 5 | 0  | 45 | 8  | +37  |  |
| 3    | Leones del Norte | 22   | 13 | 6 | 4 | 3  | 37 | 20 | +17  |  |
| 4    | Quiteños         | 20   | 13 | 5 | 5 | 3  | 18 | 14 | +4   |  |
| 5    | La Cantera       | 16   | 14 | 5 | 1 | 8  | 21 | 36 | −15  |  |
| 6    | San Antonio      | 14   | 13 | 3 | 5 | 5  | 27 | 16 | +11  |  |
| 7    | Chivos           | 11   | 14 | 3 | 2 | 9  | 16 | 46 | −30  |  |
| 8    | Deportivo Ibarra | 1    | 13 | 0 | 1 | 12 | 13 | 59 | −46  |  |

Actualizado a los partidos jugados el 21 de julio de 2019.
 Fuente: @DavidRosasV @quitenos_fc
Criterios de clasificación: 1) Puntos; 2) Diferencia de goles; 3) Goles marcados
Notas:
1. ↑  Imbabura Sporting Club debido a una sanción interna de la AFI se le redujo 6 puntos.

|  | Campeón y clasificado a los zonales de Segunda Categoría 2019.     |
|  | Vicecampeón y clasificado a los zonales de Segunda Categoría 2019. |

## Evolución de la clasificación
| Equipo / Jornada | 01 | 02 | 03 | 04 | 05 | 06 | 07 | 08 | 09 | 10 | 11 | 12 | 13 | 14 |
| ---------------- | -- | -- | -- | -- | -- | -- | -- | -- | -- | -- | -- | -- | -- | -- |
| Otavalo          | 4  | 2  | 2  | 1  | 1  | 1  | 1  | 2  | 2  | 2  | 2  | 2  | 2  | 1  |
| Imbabura         | 1  | 1  | 1  | 2  | 2  | 2  | 2  | 1  | 1  | 1  | 1  | 1  | 1  | 2  |
| Leones del Norte | 5  | 6  | 4  | 5  | 3  | 3  | 3  | 3  | 3  | 3  | 3  | 3  | 3  | 3  |
| Quiteños         | 3  | 3  | 5  | 4  | 6  | 5  | 4  | 4  | 4  | 4  | 4  | 4  | 4  | 4  |
| La Cantera       | 6  | 5  | 3  | 3  | 5  | 6  | 6  | 6  | 6  | 5  | 5  | 5  | 5  | 5  |
| San Antonio      | 2  | 4  | 6  | 6  | 4  | 4  | 5  | 5  | 5  | 6  | 6  | 6  | 6  | 6  |
| Chivos           | 8  | 8  | 8  | 8  | 7  | 7  | 7  | 7  | 7  | 7  | 7  | 7  | 7  | 7  |
| Deportivo Ibarra | 7  | 7  | 7  | 7  | 8  | 8  | 8  | 8  | 8  | 8  | 8  | 8  | 8  | 8  |

## Resultados

### Primera vuelta
| Deportivo Ibarra | 0 - 3 | Imbabura SC | Liga Parr. de Caranqui | 27 de abril | 11:00 |
| Leones del Norte | 2 - 2 | Otavalo FC  | Jaime Terán Jaramillo  | 27 de abril | 16:00 |
| San Antonio      | 3 - 0 | Chivos FC   | Francisco Espinoza     | 28 de abril | 12:00 |
| Quiteños FC      | 1 - 0 | La Cantera  | Municipal de Otavalo   | 28 de abril | 12:00 |

| Otavalo FC  | 1 - 0 | San Antonio      | Municipal de Otavalo   | 3 de mayo | 16:00 |
| La Cantera  | 2 - 0 | Leones del Norte | Liga Parr. de Caranqui | 3 de mayo | 19:00 |
| Imbabura SC | 1 - 1 | Quiteños FC      | Jaime Terán Jaramillo  | 4 de mayo | 16:00 |
| Chivos FC   | 3 - 3 | Deportivo Ibarra | Francisco Espinoza     | 5 de mayo | 12:00 |

| San Antonio      | 0 - 2 | Imbabura SC | Francisco Espinoza    | 11 de mayo | 16:00 |
| Leones del Norte | 8 - 0 | Chivos FC   | Jaime Terán Jaramillo | 11 de mayo | 16:00 |
| Quiteños FC      | 0 - 2 | Otavalo FC  | Municipal de Otavalo  | 12 de mayo | 12:00 |
| Deportivo Ibarra | 2 - 5 | La Cantera  | Rafael Cabrera        | 12 de mayo | 13:00 |

| Otavalo FC  | 1 - 0 | Deportivo Ibarra | Municipal de Otavalo   | 18 de mayo | 16:00 |
| Imbabura SC | 0 - 0 | Leones del Norte | Jaime Terán Jaramillo  | 18 de mayo | 16:00 |
| La Cantera  | 0 - 0 | San Antonio      | Liga Parr. de Caranqui | 18 de mayo | 19:00 |
| Chivos FC   | 0 - 1 | Quiteños FC      | Francisco Espinoza     | 19 de mayo | 12:00 |

| San Antonio      | 12 - 0 | Deportivo Ibarra | Francisco Espinoza    | 24 de mayo | 12:00 |
| Otavalo FC       | 4 - 0  | La Cantera       | Municipal de Otavalo  | 25 de mayo | 16:00 |
| Leones del Norte | 3 - 2  | Quiteños FC      | Jaime Terán Jaramillo | 25 de mayo | 16:00 |
| Chivos FC        | 0 - 5  | Imbabura SC      | Francisco Espinoza    | 26 de mayo | 12:00 |

| La Cantera       | 1 - 3 | Chivos FC        | Liga Parr. de Caranqui | 31 de mayo | 19:00 |
| Imbabura SC      | 0 - 0 | Otavalo FC       | Jaime Terán Jaramillo  | 1 de junio | 16:00 |
| Quiteños FC      | 1 - 1 | San Antonio      | Municipal de Otavalo   | 2 de junio | 12:30 |
| Deportivo Ibarra | 1 - 4 | Leones del Norte | Rafael Cabrera         | 2 de junio | 12:30 |

| Otavalo FC       | 5 - 2 | Chivos FC        | Municipal de Otavalo  | 8 de junio | 16:00 |
| Imbabura SC      | 3 - 0 | La Cantera       | Jaime Terán Jaramillo | 8 de junio | 16:00 |
| San Antonio      | 2 - 3 | Leones del Norte | Francisco Espinoza    | 9 de junio | 12:00 |
| Deportivo Ibarra | 1 - 6 | Quiteños FC      | Rafael Cabrera        | 9 de junio | 12:30 |

### Segunda vuelta
| Imbabura SC | 7 - 1 | Deportivo Ibarra | Jaime Terán Jaramillo  | 15 de junio | 16:00 |
| La Cantera  | 1 - 2 | Quiteños FC      | Liga Parr. de Caranqui | 15 de junio | 19:00 |
| Chivos FC   | 1 - 1 | San Antonio      | Francisco Espinoza     | 16 de junio | 11:30 |
| Otavalo FC  | 1 - 1 | Leones del Norte | Municipal de Otavalo   | 16 de junio | 12:15 |

| San Antonio      | 1 - 1 | Otavalo FC  | Francisco Espinoza    | 22 de junio | 10:00 |
| Leones del Norte | 3 - 4 | La Cantera  | Jaime Terán Jaramillo | 22 de junio | 16:00 |
| Quiteños FC      | 1 - 1 | Imbabura SC | Municipal de Otavalo  | 23 de junio | 12:30 |
| Deportivo Ibarra | 0 - 2 | Chivos FC   | Rafael Cabrera        | 23 de junio | 13:00 |

| La Cantera  | 4 - 1 | Deportivo Ibarra | Olímpico de Ibarra    | 29 de junio | 11:00 |
| Otavalo FC  | 3 - 0 | Quiteños FC      | Municipal de Otavalo  | 29 de junio | 12:00 |
| Imbabura SC | 4 - 2 | San Antonio      | Jaime Terán Jaramillo | 29 de junio | 16:00 |
| Chivos FC   | 1 - 6 | Leones del Norte | Francisco Espinoza    | 30 de junio | 11:30 |

| San Antonio      | 1 - 2 | La Cantera  | Francisco Espinoza    | 6 de julio | 12:15 |
| Quiteños FC      | 2 - 0 | Chivos FC   | Municipal de Otavalo  | 6 de julio | 12:30 |
| Leones del Norte | 1 - 3 | Imbabura SC | Jaime Terán Jaramillo | 7 de julio | 13:00 |
| Deportivo Ibarra | 2 - 3 | Otavalo FC  | Rafael Cabrera        | 7 de julio | 13:30 |

| La Cantera       | 0 - 2 | Otavalo FC       | Liga Parr. de Caranqui | 13 de julio | 16:00 |
| Imbabura SC      | 4 - 1 | Chivos FC        | Jaime Terán Jaramillo  | 13 de julio | 16:00 |
| Quiteños FC      | 1 - 1 | Leones del Norte | Municipal de Otavalo   | 14 de julio | 12:30 |
| Deportivo Ibarra | 1 - 4 | San Antonio      | Rafael Cabrera         | 14 de julio | 13:15 |

| San Antonio      | 0 - 0 | Quiteños FC      | Francisco Espinoza     | 17 de julio | 11:45 |
| Chivos FC        | 3 - 2 | La Cantera       | Liga Parr. de Caranqui | 17 de julio | 12:00 |
| Leones del Norte | 5 - 1 | Deportivo Ibarra | Jaime Terán Jaramillo  | 17 de julio | 16:00 |
| Otavalo FC       | 1 - 1 | Imbabura SC      | Municipal de Otavalo   | 17 de julio | 16:00 |

| Chivos FC        | 0 - 5  | Otavalo FC (C)   | Francisco Espinoza     | 20 de julio    | 16:00          |
| La Cantera       | 0 - 11 | Imbabura SC      | Liga Parr. de Caranqui | 20 de julio    | 16:00          |
| Leones del Norte | -      | San Antonio      | No se programó         | No se programó | No se programó |
| Quiteños FC      | -      | Deportivo Ibarra | No se programó         | No se programó | No se programó |

### Campeón
| |
| Otavalo Fútbol Club 7.° título Clasifica a los zonales de la Segunda Categoría 2019 y Copa Ecuador 2020. - También clasifica Imbabura Sporting Club como vicecampeón. |